# 겨울에 내리는 봄비
겨울에 내리는 봄비는 1981년 공개된 대한민국의 영화이다.

## 배역
- 장미희
- 신영일
- 조옥희
- 이영하
- 문정숙
- 박원숙
- 김민희
- 진봉진